# La leggenda del Titanic
La leggenda del Titanic è un film d'animazione del 1999 diretto da Orlando Corradi e Kim J. Ok, prodotto da Mondo TV, ITB e Hollywood Gang Productions, animato dallo studio d'animazione nordcoreano Studio SEK e uscito in Italia il 17 aprile 1999.
La storia è ispirata a quella dell'RMS Titanic. Del film è stato prodotto un sequel nel 2004, intitolato Tentacolino (conosciuto anche con il titolo Alla ricerca del Titanic).

## Trama
Spinto dall'insistenza estenuante dei nipotini che gli mostrano una copia del Times del lontano 1912, Top Connors, il topo nonno, comincia a raccontare la storia del Titanic e del suo equipaggio. Con un flashback si torna al 10 aprile 1912, il giorno della partenza del Titanic dal porto di Southampton.
Quella mattina, all'imbarco tra i passeggeri illustri c'è il duca di Camden con sua figlia Elizabeth, Rachele, moglie del duca, e sua sorella Prudence. C'è poi il perfido barone Van der Tilt insieme al suo servo Jeffry. Ma c'è anche un mondo variegato di animali, nascosto nei bassifondi della nave. Il giovane topo Top Connors fa parte dell'equipaggio e deve occuparsi dell'imbarco dei topi e durante l'appello dei passeggeri conosce Stella, una topolina graziosa che viene dal Brasile con la sua famiglia e con suo fratello Ronnie, fanatico del gioco del calcio, il quale stringerà una grande amicizia con Top Connors.
Sulla nave s'imbarcano anche un gruppo di gitani dell'Andalusia, guidati da don Juan Almeida, il quale al porto incrocerà lo sguardo di Elizabeth. I due s'innamorano all'istante, ma la ragazza è promessa sposa del barone Van der Tilt, il quale vuole la sua mano per avere dal padre di Elizabeth il permesso di cacciare le balene.
Così la nave salpa e la sera stessa il capitano del Titanic siede proprio al tavolo del duca di Camden. Il capitano vuole brindare alle nozze di Elizabeth e del barone, ma la ragazza si alza dal tavolo arrabbiatissima e se ne va sul ponte dove sfoga tutta la sua tristezza in un pianto liberatorio. Le sue lacrime finiscono in mare e così si crea una magia che permette ad Elizabeth di parlare con dei delfini, i quali le rivelano i loschi piani del barone Van der Tilt e che per questo le loro amiche balene sono in pericolo. Sul ponte ci sono anche Top Connors e Ronnie che ascoltano il tutto e così, dopo aver fatto amicizia con Elizabeth, decidono di mettere in azione un piano per scongiurare il pericolo.
Intanto don Juan vorrebbe trovare Elizabeth del quale se ne è innamorato perdutamente, così il suo fedele cane Smithe cerca di trovarla e nel farlo conosce Top Connors e Ronnie e i tre insieme cercheranno di far incontrare i due ragazzi con l'aiuto degli altri animali che sono sul Titanic. Dopo aver organizzato ogni cosa, don Juan ed Elizabeth si rincontrano sul ponte della nave e dopo essersi baciati si metteranno insieme.
Intanto il barone Van der Tilt scopre di Elizabeth e don Juan tramite il servo Jeffry, il quale su ordine del barone doveva seguire la ragazza ovunque egli andava e va su tutte le furie, così come la matrigna di Elizabeth, Rachele, la quale si scopre essere una complice del barone nei suoi loschi affari ai danni del duca di Camden. Dopo aver udito una conversazione tra il barone e Rachele, Top Connors e Ronnie avvertono don Juan e Smithe che i due vogliono affondare il Titanic e infatti Jeffry mette in allerta il squalo tigre Denti di Ghiaccio su come far affondare la nave.
Lo squalo allora inganna Tentacolino, un pulpo giganti che ingenuamente accetta la sfida di Denti di Ghiaccio di lanciare un pezzo di iceberg enorme il più lontano possibile e così, dopo aver effettuato il lancio, Tentacolino si rende conto di aver lanciato il pezzo di ghiaccio contro il Titanic e che la nave non può evitare di scontrarlo.
Prima dello schianto, il barone Van der Tilt, in combutta con Rachele, tiene in ostaggio il duca di Candem, il quale si era rifiutato di firmare al barone la licenza di caccia alle balene e, dopo aver legato e imbavagliato il duca ad una sedia, il barone, Jeffry, Rachele e sua sorella Prudence fuggono dalla nave con una scialuppa di salvataggio.
Il Titanic si schianta contro l'iceberg e, dopo aver intuito che la nave affonderà, il capitano dà l'ordine di calare in mare le scialuppe. Don Juan ed Elizabeth riescono a liberare il duca di Candem e a farlo salire su una lancia mentre Tentacolino, preso dai sensi di colpa, tenta di tenere a galla la nave in attesa che tutti i passeggeri siano in salvo, ma nel farlo rimane ferito a morte e, dopo che tutti sono scesi da essa, la nave e la piovra affondano davanti agli occhi sconvolti del capitano e di tutte le persone.
All'alba finalmente una nave raggiunge tutte le scialuppe e i passeggeri possono finalmente sbarcare a New York, anche se Top Connors e Ronnie non trovano pace per gli amici che si sono sacrificati per il bene di tutti. Intanto il barone Van der Tilt e la sua banda finiscono per essere inghiottiti dalle forti correnti del mare freddo dell'Oceano Atlantico.
Dopo aver superato questo brutto momento, Don Juan ed Elizabeth possono finalmente sposarsi, così come anche Top Connors e Stella, la sorella di Ronnie. Ma per i nostri il regalo più bello sarà la scoperta che i loro migliori amici, tra cui Tentacolino, si sono salvati dal disastro della nave e che possono festeggiare tutti insieme.
Si ritorna al presente con il vecchio Top Connors e sua moglie Stella che possono finalmente godersi un po' di tranquillità.

## Distribuzione
| Paese      | Data di pubblicazione           | Titolo                    |
| ---------- | ------------------------------- | ------------------------- |
| Italia     | 17 aprile 1999                  | La leggenda del Titanic   |
| Spagna     | 7 gennaio 2000 (video première) |                           |
| Germania   | 30 novembre 2000                | Mäusejagd auf der Titanic |
| Portogallo | 16 dicembre 2004                |                           |
| Brasile    |                                 | A Lenda do Titanic        |
| Polonia    |                                 | Legenda Titanica          |
| Russia     |                                 | Легенда Титаника          |
| Mondo      |                                 | The Legend of the Titanic |